# Skillingsvise
En skillingsvise er en vise publiceret som tryksag. Viserne var populære fra det 16. århundrede til begyndelsen af det 20. århundrede. Visen var typisk på fire sider med en forsideillustration i træsnit, men fra det 19. århundrede også i fotografi.

## Genren
Skillingsviserne var den tids sladrepresse, boulevardpresse eller ugeblade i ét, og publikum lyttede ivrigt, når sangene blev foredraget. Karakteristisk var de stærke effekter, en naiv udtryksmåde og iørefaldende melodier, ofte lånt fra teater og varieté. Forsiderne er let genkendelige, med illustrationer, typer i fraktur frem til 1900, og lange, fortællende titler.
En af de første skillingsviser er den engelske A Lytel Geste of Robyne Hood fra 1506. Det ældste datérbare danske skillingstryk er en vise om prins Paris og dronning Helena fra 1581.
Selve navnet "skillingsvise" blev første brugt i 1795. De ældste skillingsviser var håndskrevne i et lille antal, men med udbredelsen af bogtrykkerkunsten kunne de masseproduceres. I 1802 solgte Danmarks største avis, Berlingske Tidende, omkring 8.000 eksemplarer to gange om ugen; så skillingsviserne med et ugentligt oplag på omkring 20.000 var en alvorlig konkurrent til datidens aviser. En skillingsvise fra 1802, skrevet af en student og trykt i Kannikestræde 39, lokkede med titlen "En splinterny Vise om tvende ægte Skurke, der bleve stygt narrede derved, at de stjal en død Kone i den Tanke, at det var et slagtet Sviin."
På landet blev skillingsviser solgt af omvandrende handelsmænd, bissekræmmere, mens de i byerne blev solgt af børn og af såkaldte "visekællinger", der gik rundt på gader og stræder, og enten sang eller opråbte viserne for at tiltrække kunderne. Dette salg blev dog forbudt fra 18. september 1805, hvor en overtrædelse af forbuddet kunne give tre måneders arbejde i forbedringshus. Visekællingerne betalte selv 1 skilling pr. vise og solgte dem for 2 skillinger. 1 skilling var fra møntreformen i 1873 ca. 4 øre.
Skillingsviserne blev lavet i forskellige emnekategorier og til forskellige formål:
- Nyhedsviser, om fx skibskatastrofer,[5] mord[6] eller retssager.
- Lejlighedsviser, fx bryllupsviser
- Folkeviser
- Kærlighedsviser
- Humoristiske og satiriske viser
- Arbejder-, håndværker- og soldaterviser
- Sømandsviser
- Fædrelandsviser
- Politiske viser

## Skillingsviser i Norden
Først mod slutningen af 1500-tallet kom de første danske og svenske; i Norge ikke før i 1800-tallet. Særlig udbredt var "riddervisen" Hjalmar og Hulda, oprindeligt digtet af Wilhelmina Stålberg i 1843, om Hjalmar, der kommer hjem fra krigen og opdager at Hulda, der har sværget ham troskab, skal giftes med Sebastian den samme dag. Svig i kærlighed var et yderst populært emne i skillingsviserne, samt kærlighed over standsgrænserne, som den gang satte strenge rammer for, hvem man kunne gifte sig med. Visen om Elvira Madigan og hendes "grymmer död" huskes endnu og er indspillet med Sven-Bertil Taube. Sproget i viserne var opstyltet og efterstræbte de "højlitterære" formler, som den egentlige digtning for længst havde forladt.
Blant kendte danske forfattere af skillingsviser: H.C. Andersen, Erik Bøgh, Sigvard Lykke, Matthias Seest, M. Gjørup, J. Helms, H.P. Holst, B.S. Ingemann, Carl Ploug, Adolph von der Recke og Julius Strandberg. En af de flittigste leverandører var cand.theol. J.C. Brestrup, der med udgivelser som En lystig nye Vise, hvori tilstræklig bevises Fandens Tilværelse, idet han ved Kudskens Feiltagelse spillede tvende forelskede et forbandet Puds, som Visen nærmere omtaler, udtalte: "Dagens tildragelser gav mig anledning til at skrive adskillige viser, hvormed jeg kom temmelig i vinden, og fik mig derved adskilige spyfluer på halsen, som jeg dog bortviskede med satiriske fejekoste. Om vinteren kom en horevært og tog anledning af mine visers påfalende afsætning til at…indbyde mig til at træde i kompagniskab med ham."
I Danmark og Norge havde de fleste skillingstryk et opbyggeligt indhold - i modsætning til i Sverige, hvor der ret tidligt trykkes viser med verdsligt indhold, såsom Vasa-visan om dalkarlenes indsats under Stockholms belejring 1521-23. Visen blev digtet ved Gustav Vasas kancelli omkring ti år senere for at mane til nationalt samhold mod Danmark. I Danmark-Norge foretrak man at indoktrinere almuen til lydighed mod øvrigheden via kirke og tro; så da danskeren Tyge Nielssøn (1610–87) oprettede det første trykkeri i Norge, var en af hans første udgivelser en religiøs skillingsvise En Merckelig Viise om den yderste Dommedag (1643). I tvillingeriget repræsenterede national propaganda jo snarere en fare for splid mellem Danmark og Norge. I 1600-tallet omtaltes også opbyggelige sange, vi ville kalde salmer, som "viser".
En sådan vise fra 1630 blev skrevet af præsten Peder Rasmussøn i Volda, og begynder sådan:
Sjunger HErren loffprjs alle til lige
thi hans Godhed kand ingen Tunge udsige.
Hand leder mig ud paa Engen den grønne
oc min Sjæl læsker hand met Vandit det skjønne.
Når fiskerne fra Nordland havde solgt fangsten i Bergen, købte de som regel en ligkiste og fyldte denne med bergenske vandkringler og skillingstryk, inden de sejlede nordpå igen. Blandt disse tryk var ofte præsten Petter Dass' viser, samt hans salmer.

## Nyhedsviser
Den ældste nyhedsvise i Norge blev skrevet af en præst og omhandler sneskred, der i februar 1679 tog adskillige menneskeliv på Sunnmøre. Visen blev først trykt i København i 1681. Blandt de sidste nyhedsviser, der blev skrevet, er to om Titanics forlis 16. april 1912. I den danske forlød det:
De paa et Isbjerg stødte,
en Isblok kæmpestor,
man i Atlanten mødte,
mens Skibet fremad foer
med al den Kraft, det ejed',
for en Record at slaa;
men Blokken væk det fejed'.
snart det på Bunden laa.
Den norske vise begyndte sådan:
Det største skib på Jorden som pløjed' bølgen blå,
i Syden som i Norden man ej dens mage så.
Og skibet, dette stolte, fik navnet Titanic,
men stoltheden forvoldte at skibet under gik.

## Soldaterviser
Skillingsviser om soldater og soldaterlivet i 1800-tallet solgtes med titler som:
- "Der boede en bonde i Magleby“ med den forklarende undertitel: "Vise om den fattige Dragon, der blev indqvarteret paa Amager hos den rige Amagerbonde Grilles Peersen, og hvorledes han fik hele Gaarden, fordi han skaffede Bondens Datter, Sidse, en lille Dragon".
- "Du gik for vidt, Jens!" med forklarende undertitel: "En Kjærlighedshistorie om den kønne Husar, Jens, der narrede saa mange Piger, men tilsidst selv kom forkert af sted."
- "En rigtig Kærestevise om Emma og Livjægeren“ med undertitlen: "...er altid er i Uniform; om Søndagen som Livjæger, og om Hverdagen som Slagtersvend."
- "Vise om Jens Steenløses Kærlighed“ med undertitlen: "der begyndte i Kongenshave, men endte i Kachotten, samt hvorledes han opdagede, at han var Svoger baade med Capitainen, Løitenanten, Skersanten og Corporalen." „
- "En ganske urimelig, morsom rulle-Vise“ med undertitlen/forklaringen: "...skreven til Trøst og Opmuntring for Jens, og kan synges baade naar han marcherer, naar han er paa Forpost, i Slag og under Bombardement."

Af de alvorlige skillingsviser om soldater, kan nævnes:
- "Vise om den tapre danske Dragon, Niels Kjeldsen, som d. 28. Februar 1864 kæmpede standhaftigt mod en Mængde preussiske Husarer ved Viuf, og tilsidst med et fejgt Skud bagfra fandt Heltedøden."
- "En ganske ny Vise om det store Slag ved Dybbøl, hvor 75.000 Preussere overvandt 15.000 Danske“ – med forklarende undertekst: "Samt lidt om det store Bytte de ved Hjælp af Lommetyverier – have gjort af Uhre, Ringe, Smaapenge og andet Pilleri."
- "Vise om Dragon Laursens Tapperhed" – med forklarende undertekst: "Han ihjelslog først to fjendtlige Husarer, men derpaa snublede han over deres faldne Heste og blev haardt saaret af to andre tydske Husarer."
- "Lieutenant Ancker" – med forklarende undertekst: "Sang om den tappre Kommandeur for Dybbølskandsen Nr. 2, med en kort Biografi."
- "Vise om Logiskibet og de raske Gutter“ – med forklarende undertekst: "...som nu skulle lære Kongens Tjeneste og blive rigtige Orlogsfolk."
- "Søvise om Admiral Tordenskjold“ – med forklarende undertekst: "...hvis bedrifter recommanderes alle unge Søfolk til Eftergjørelse.""
- "Velfortjent Straf!" – med forklarende undertekst: "Vise om den modige franske Kvinde, der med egen Haand dræbte de to nedrige Preussere, fordi de mishandlede og skjændede hendes Datter og dræbte dennes lille uskyldige Barn."
- "Seiers-sang“ – med forklarende undertekst: "i Anledning af Den Franske Nations herlige Seier over deres inden- og udenrigske Fiender, og de Tydske Arméers Tilbagemarch den 30. September 1792, til en evig Afmindelse af den Sandhed, at den gode Sag vinder, og at Gud bestyrer alting efter sin uransaglige Visdom."
- "Væk med Neutraliteten!" – med forklarende undertekst: "Lad der blive Spark i Løgsaucen! Ny Vise om Krigen og de danske Jenser, der lide saa umaneerligt af Kløe efter at komme til at levere Preusserne Kvittering for sidst."